# Xenofrea arcifera
Xenofrea arcifera är en skalbaggsart som beskrevs av Néouze och Tavakilian 2005. Xenofrea arcifera ingår i släktet Xenofrea och familjen långhorningar. Inga underarter finns listade i Catalogue of Life.